# Douglas DC-8 (avião comercial a pistão)
O Douglas DC-8 foi um avião comercial a pistão projetado pela Douglas Aircraft. Um conceito que foi desenvolvido por mais de uma década antes do lançamento do DC-8 (jato), o DC-8 a pistão teria hélices na cauda, uma ideia usado pela primeira vez na Douglas por Edward F. Burton em um projeto de caça. O projeto foi cancelado após os custos de seu desenvolvimento terem o tornado comercialmente inviável.

## Projeto e desenvolvimento
Baseado no cancelado XB-42, o programa iniciou logo após o fim da Segunda Guerra Mundial. Seria uma aeronave para operar em rotas de curto-médio alcance, carregando entre 40 e 48 passageiros em uma cabine pressurizada (que teve como pioneiro o Boeing 307 em 1938, mas não estava sendo utilizado em larga escala nas companhias aéreas).
O DC-8 utilizaria os mesmos motores Allison V1710 do XB-42 (com potência de 1 375 hp (1 030 kW)), colocados logo abaixo e atrás da cabine de pilotagem. Os motores girariam hélices contrarotativas na cauda, como no XB-42, através de eixos sob a cabine (similar ao P-39.) Esta configuração, também proposta para a aeronave Douglas Cloudster II, reduzia o arrasto em 30% e eliminava os problemas associados com a controlabilidade da aeronave no evento de perda de motor. O acesso à cabine seria através de uma escada por uma única porta.
Apesar do desempenho previsto ser muito melhor em relação a aviões comerciais bimotores, a alta complexidade e custos de desenvolvimento (tendo como consequência um alto preço de venda e altos custos operacionais) fez com que tipos que ofereciam menos riscos, tais como o Convair 240 e o Martin 2-0-2 fossem bem-sucedidos,, sendo o projeto do DC-8 cancelado antes mesmo de um protótipo ser construído.